# Hans Hirner
Hans Hirner Russ (* 16. August 1906 in Schwäbisch Gmünd; † 11. Mai 2004 in Barcelona) war ein deutscher Kaufmann.

## Leben
Hirner lebte seit Ende der 1920er Jahre in Spanien und war als Pelzgroßhändler in Barcelona niedergelassen. Er war nach dem Zweiten Weltkrieg Präsident des Deutschen Hilfsvereins in Barcelona, für dessen offizielle Genehmigung er sich persönlich einsetzte, und ab 1957 Präsident der Deutschen Handelskammer für Spanien.
Ferner war Hirner Vorsitzender des Deutschen Schulvereins in Spanien.
Bei Aalen besaß Hirner den Kolbenhof, auf dem Bundespräsident Heinrich Lübke öfter Feriengast war.
Hirner wurde auf dem Gmünder Leonhardsfriedhof beigesetzt.

## Ehrungen
1968 wurde Hirner in „Anerkennung seiner Verdienste um die wirtschaftlichen und kulturellen Beziehungen zwischen Deutschland und Spanien“ das Große Verdienstkreuz der Bundesrepublik Deutschland verliehen.